# One Terrible Day
One Terrible Day er en amerikansk stumfilm fra 1922 af Robert F. McGowan og Tom McNamara.

## Medvirkende
- Ed Brandenburg
- Peggy Cartwright
- Jackie Condon
- Mickey Daniels
- Jack Davis
- Weston Doty
- Winston Doty